# Chirbat Hazzur
Chirbat Hazzur (arab. خربة حزور) – wieś w Syrii, w muhafazie Hama. W 2004 roku liczyła 479 mieszkańców.